# Diapromorpha pallens
Diapromorpha pallens – gatunek chrząszcza z rodziny stonkowatych i podrodziny Cryptocephalinae.
Gatunek ten opisany został w 1787 roku przez Johana Christiana Fabriciusa jako Cryptocephalus pallens. 
Chrząszcz o ciele długości od 6,2 do 7,2 mm. Głowę ma czarną, zwykle z nadustkiem i wargą górną ochrowymi do ciemnobrązowych. Czułki mają barwę ciemnobrązową do czarnej z bardziej brązowawymi członami nasadowymi. Wierzch reszty ciała jest ochrowy, spód zaś czarny. Odnóża ochrowe lub czarniawe; uda niebieskawoczarne. Punkty na pokrywach rozmieszczone są w odległościach mniejszych niż ich średnice.
Owad znany z Indii, Nepalu, Mjanmy, Tajlandii, Laosu, Wietnamu, i południowych Chin, w tym Hajnanu. 
Gatunek notowany jako szkodnik liści i kiełków herbaty.